# Neo Geo Battle Coliseum
Neo Geo Battle Coliseum (abreviadamente NGBC ou NBC) é um jogo de luta baseado em lutas de 2 contra 2, desenvolvido para a placa de arcade Atomiswave. O jogo tinha como elenco personagens dos seguintes títulos: 
| - The King of Fighters - Fatal Fury - Art of Fighting - Samurai Shodown - The Last Blade - Metal Slug | - Psycho Soldier - King of the Monsters - Buriki One - Savage Reign - World Heroes - Agressors of Dark Kombat |

## História
A história oficial do jogo, divulgada pela SNK, é dada como seguinte: 

"In February, 2017 of the new Japanese era there is a man trying to rule the NEOGEO World.  "I will topple NeoGeo's most powerful warriors and put myself on the throne!"  We knew that if he managed to obtain NeoGeo world's awesome power, world domination would not be far from his reach. This man, who sat at the heart of "The Warez Conglomerate" with overwhelming financial power behind him, had already set out on his ambitious path to gain NeoGeo World's power. Those who knew the truth of his intentions were already trembling with fear...As NeoGeo World drew closer to the verge of disaster, a Warez sponsored fighting competition was announced.  This event is called "NEOGEO BATTLE COLISEUM".The Federal Government is worried about the situation, and has secretly dispatched its two best secret agents, Yuki and Ai.  A world on the verge of eternal darkness…The future of NEOGEO World is now in the hands of the warriors."
Tradução livre da história para português:
"Em fevereiro, 2017, da nova era japonesa existe um homem tentando dominar o mundo NEOGEO. 'Eu dominarei os mais poderosos guerreiros da NeoGeo e me pôr ao trono!' Nós sabíamos que se ele conseguisse obter o tão grande poder do mundo da NeoGeo, a dominação do mundo inteiro não estaria longe de seu alcance. Este homem, que sentou no coração do 'The Warez Conglomerate' com um poder financeiro esmagador por trás dele, já partiu em viagem no seu caminho ambicioso de obter o poder do mundo da NeoGeo. Aqueles que sabiam da verdade de suas intenções já tremiam com medo... Ao mesmo tempo que o mundo da NeoGeo ficava cada vez mais perto da beira do desastre, uma competição de luta patrocinado pela Warez foi anunciada. O evento foi chamado de "NEOGEO BATTLE COLISEUM". O Governo Federal, preocupado com a situação, enviou secretamente os seus dois melhores agentes, Yuki e Ai. Um mundo a beira de trevas eternas... O futuro do mundo da NeoGeo está agora nas mãos dos guerreiros."

## Jogabilidade

### Modo Arcade
O sistema de jogo de NGBC, como antes mencionado, é baseado em lutas entre duplas, não dependendo de quantos jogadores estão jogando. Enquanto que o sistema de tag battle do modo de duplas do jogo seja semelhante à maioria dos outros jogos que possuem o mesmo sistema, o sistema de seu modo single player é incomum. 
O modo de um jogador do jogo assemelha-se a um modo survival, onde o jogador deve derrotar adversário atrás de adversário quanto tempo possível. Mas, apesar disto, o jogo dá ao jogador 300 segundos, e quando este tempo acaba, ao invés de ganhar ou perder, o jogador irá batalhar contra o chefe final (dependendo de sua performance nestes 5 minutos). Somente neste ponto de tempo que o acabamento do tempo irá determinar o vitorioso.
Durante este modo, o jogador precisa somente derrotar um dos membros do time adversário para prosseguir. Tal detalhe contrário a maioria dos jogos que possuem o mesmo sistema de luta tag team, sendo semelhante a "Kizuna Encounter" e "Tekken Tag Tournament", por exemplo.

## Personagens
Ao todo, são 41 personagens, sendo 6 destes secretos. 

## Recepção na mídia
NGBC foi criticado por não ter feito a linha de história mais clara no jogo e por usar gráficos 'sub-par. Considerando o quão longe os jogos originais para Neo Geo já tinha ido na época, NGBC pareceu duramente ultrapassado. 

Escreveu a Blast Magazine sobre o jogo (tradução livre): "Os lutadores da NeoGeo sempre foram vistos como dignos de um certo nível nostálgico de respeito. Os jogos não foram tão bons quanto seus concorrentes. Os gráficos foram excelentes no NeoGeo mas isso para anos atrás, não muito foi mudado nos jogos... este é um exemplo de deslize clássico de lançar um jogo uma geração plataformas tarde demais.". A Blast deu nota 3/5 para o jogo. 
A IGN deu nota 7.3 para NGBC 